# ジェフリー・ボールトン
ジェフリー・ステュワート・ボールトン（Geoffrey Stewart Boulton OBE, FRS, FRSE、1940年11月28日 - ）は、イギリスの地球科学者。エディンバラ大学欽定名誉教授。氷河学を中心に、気候、環境変動、エネルギー消費などを専門とし、様々な行政委員会等の役職も務めた。

## 経歴
1968年から1986年にかけてはイースト・アングリア大学に講師として勤めていた。その後、エディンバラ大学へ移り、副学長 (Vice Principal) も務めた。
2006年にロンドン地質学会からライエル・メダルを贈られた。2011年には、ジェームス・クロール・メダル (James Croll Medal) を受賞した。2014年には、氷河学の発展と振興への貢献に対し、王立地理学会から金メダル（創立者メダル）を贈られた。
また、この間、スウェーデンのチャルマース工科大学、バーミンガム大学、キール大学から名誉博士号を贈られている。
2009年の気候研究ユニット・メール流出事件の際には、独立調査委員会のメンバーとなった